# زوج للكراء
زوج للكراء هو فيلم كوميدي مغربي من إخراج سعيد الناصري سنة 2008، و بطولة كل من سعيد الناصري، منى فتو، لطيفة أحرار، محمد نظيف، وآخرين.

## القصة
يمارس مسؤول شركة سياسة التحفظ على موظفيه ولا يُشغّل إلا الأشخاص المتزوجين إيمانا منه بأن الاستقرار العائلي يُمكِّن من إعطاء مردودية أكبر، الشيء الذي جعل موظفة التسويق تدّعي أنّها متزوجة للاحتفاظ بوظيفتها داخل الشركة. لكن رغبة المدير المسؤول في التعرف على زوجها وتوطيد العلاقات بين عائلتيهما سيدفعها إلى اكتراء ممثل من وكالة كاستينغ ليؤدي دور زوجها خلال حفل عشاء. تزيد الأمور تعقيداً عندما ينتقل المدير للسكن بنفس الحي. و تأخذ الأحداث منحى كوميدياً مليئاً بالمواقف الساخرة والمضحكة.

## روابط خارجية
- زوج للكراء على موقع IMDb (الإنجليزية)